# Талышский вестник
Талышский вестник — талышская национальная газета, учрежденная Талышским культурно-просветительским обществом "Авеста" (ТКПО "Авеста") и издававшаяся в городе Москве, столице Российской Федерации, в период с июня 2000 года по июль 2004 года.

## История
Газета была учреждена Талышским культурно-просветительским обществом «Авеста» (ТКПО "Авеста") в 2000 году в городе Москве.
Первый номер газеты вышел 06 июня 2000 года. Газета входила в состав Гильдии межэтнической прессы при «МЕDИА-СОЮЗЕ». Главным редактором выступала Елена Алекперова-Талышинская, заместитель главного редактора Сабир Шиндани, системный администратор/вёрстка/электронная версия Наиль Фарзиев.
Газета выпускалась 1 раз в месяц. На сайте "Талышского Вестника" www.talishvestnik.narod.ru размещены  электронные версии номеров газеты.
В июле 2004 года вышел последний номер «Талышского вестника» и газета перестала издаваться. Всего было выпущено 15 номеров газеты.

## Тематика статей газеты
Газета «Талышский вестник» освещала различные темы в области культурного, просветительского русла. В газете публиковались статьи по истории талышей, урокам талышского языка, в том числе темы по грамматике, лексике талышского языка. Имели место задания для читателей, кроссворды на талышском языке. В период праздников газета публиковала поздравления. Обязательное место в газете занимала колонка по спортивным новостям, была колонка поэзии и прозы на талышском языке.
В газете также публиковались талышские сказки, народные песни и иные примеры фольклора. Немалое место занимали статьи на русском языке, как по работам в области истории, литературы, так и по организационным моментам.